# Eleanor J. Gibson
Eleanor Jack Gibson (Peoria, 7 de dezembro de 1910 – Colúmbia, 30 de dezembro de 2002) foi uma psicóloga estadunidense. Em 1971, Gibson foi eleita para a Academia Nacional de Ciências dos Estados Unidos e, em 1977, para a Academia de Artes e Ciências dos Estados Unidos. Em 1992, ela recebeu a Medalha Nacional de Ciências.